# NGC 4387
NGC 4387 is een elliptisch sterrenstelsel in het sterrenbeeld Maagd. Het hemelobject ligt 62 miljoen lichtjaar van de Aarde verwijderd en werd op 17 april 1784 ontdekt door de Duits-Britse astronoom William Herschel.

## Synoniemen
- UGC 7517
- MCG 2-32-39
- ZWG 70.65
- VCC 828
- PGC 40562